# 博多ライトヘビー級王座
博多ライトヘビー級王座（はかたライトヘビーきゅうおうざ）は、プロレスリング華☆激が管理、認定している王座。

## 歴史
2000年4月21日、プロレスリング華☆激スカラエスパシオ大会で行われた初代王座決定トーナメントに優勝したアステカが初代王者になった。

## 歴代王者
| 歴代   | 選手              | 戴冠回数 | 防衛回数 | 獲得日付       | 獲得場所 （対戦相手・その他）          |
| ------ | ----------------- | -------- | -------- | -------------- | -------------------------------------- |
| 初代   | アステカ          | 1        | 不明     | 2000年4月21日  | スカラエスパシオ SAITO                 |
| 第2代  | 磁雷矢            | 1        | 不明     | 2000年8月15日  | 博多全日空ホテル                       |
| 第3代  | ディアブロ        | 1        | 不明     | 2001年6月9日   | さざんぴあ博多多目的ホール             |
| 第4代  | アステカ          | 2        | 9        | 2001年11月2日  | さざんぴあ博多多目的ホール             |
| 第5代  | コスモ☆ソルジャー | 1        | 6        | 2004年8月1日   | ワンダーシティイベントホール           |
| 第6代  | KAZE              | 1        | 4        | 2006年1月8日   | さざんぴあ博多多目的ホール             |
| 第7代  | スペル・タイラ    | 1        | 0        | 2006年12月2日  | さざんぴあ博多多目的ホール             |
| 第8代  | スペル・シーサー  | 1        | 1        | 2007年2月3日   | さざんぴあ博多多目的ホール             |
| 第9代  | アステカ          | 3        | 1        | 2007年5月4日   | さざんぴあ博多多目的ホール             |
| 第10代 | ディアブロ        | 2        | 3        | 2007年11月4日  | 枇杷島スポーツセンター第2競技場 返上   |
| 第11代 | アステカ          | 4        | 1        | 2009年12月23日 | さざんぴあ博多多目的ホール 久保希望    |
| 第12代 | コスモ☆ソルジャー | 2        | 6        | 2012年4月15日  | 露橋スポーツセンター                   |
| 第13代 | エル・サムライ    | 1        | 2        | 2013年3月3日   | さいとぴあ多目的ホール 返上            |
| 第14代 | HANZO             | 1        | 1        | 2013年10月13日 | レッスルゲートホール コスモ☆ソルジャー |
| 第15代 | コスモ☆ソルジャー | 3        | 0        | 2014年8月9日   | さざんぴあ博多多目的ホール             |
| 第16代 | ガメラス          | 1        | 0        | 2014年9月23日  | 住吉区民センター                       |
| 第17代 | コスモ☆ソルジャー | 4        | 1        | 2015年1月12日  | 港区民センター                         |
| 第18代 | MIKAMI            | 1        | 3        | 2015年9月23日  | さざんぴあ博多多目的ホール             |
| 第19代 | コスモ☆ソルジャー | 5        | 3        | 2016年6月12日  | 古賀市民体育館                         |
| 第20代 | 新泉浩司          | 1        | 3        | 2017年7月22日  | さざんぴあ博多多目的ホール             |
| 第21代 | 小川聡志          | 1        | 4        | 2019年8月11日  | さざんぴあ博多多目的ホール             |
| 第22代 | 新泉浩司          | 2        | 1        | 2023年5月14日  | 高城勤労青少年ホーム体育館             |